# Месхари
Месхари (алб. Meshari), што значи молитвеник на албанском језику, је назив књиге коју је Иван Бузук (алб. Gjon Buzuku) написао 1555. године, која је прва књига у којој се налазе записане речи албанског језика (дијалект Гега) словима латинског језика и једним словом (ћ) српске ћирилице. Књига садржи 188 страница написаних у две колоне и представља испис изговора најважнијег дела католочке литургије на албанском језику. Оригинал се чува у библиотеци у Ватикану.
Месхари је открио Јован Никола Казази 1740. године. Потом је био изгубљен и поновно откривен 1909. Отац Јустин Рота је први пут фотокопирао Месхари 1930. године и донео копију у Албанију. Фототипско издање је издато 1968. године са транслитерацијама и лингвистичким коментарима